# Eustylus
Eustylus är ett släkte av skalbaggar. Eustylus ingår i familjen vivlar.

## Dottertaxa tillEustylus, i alfabetisk ordning[1]
- Eustylus aequus
- Eustylus bodkini
- Eustylus bolivianus
- Eustylus chiriquensis
- Eustylus cinericius
- Eustylus ephippiatus
- Eustylus funicularis
- Eustylus grypsatus
- Eustylus humilis
- Eustylus inclusus
- Eustylus magdalensis
- Eustylus obliquefasciatus
- Eustylus placidus
- Eustylus puber
- Eustylus quadrigibbus
- Eustylus ruptus
- Eustylus scapularis
- Eustylus setipennis
- Eustylus sexguttatus
- Eustylus simplex
- Eustylus simulatus
- Eustylus sordidus
- Eustylus striatus
- Eustylus subapterus
- Eustylus subfasciatus
- Eustylus subguttatus
- Eustylus subvittatus
- Eustylus veraepacis